# Nebojša Glogovac
Nebojša Glogovac (Trebinje,
30. kolovoza 1969. – Beograd, 9. veljače 2018.), bio je srbijanski filmski, kazališni i televizijski glumac.

## Privatni život
Rođen je u Trebinju, ali mu se obitelj rano preselila u Pančevo. Do smrti je živio u Beogradu te je bio srpske nacionalnosti. 1996. godine oženio se s Minom Glogovac no, rastavio se 2014. godine. 2016. godine ponovo se oženio, ovoga puta Milicom Šćepanović. S Minom Glogovac imao je dvojicu sinova Miloša i Gavrila, dok je s Milicom Šćepanović imao kćerku Sunčicu.

### Školovanje
Upisao je Studij psihologije no, nakon nekoga vremena s time je prekinuo i okrenuo se glumi. U Beogradu je završio Fakultet dramskih umjetnosti.

## Smrt
U prosincu 2017. godine dijagnosticiran mu je rak pluća, od kojeg je preminuo dana 9. veljače 2018. godine u 49. godini života.
Glumac je pokopan 12. veljače u Aleji zaslužnih građana na Novom groblju u Beogradu.

## Uloge
- Lud, zbunjen, normalan - Grdoba
- 72 dana - policajac Dane (2010.)
- Kad svane dan - Mališa (2012.)
- Izvan sezone (kratki film) - Đino (2012.)
- Ustav Republike Hrvatske - Vjeko Kralj (2016.)
- Južni vetar  - Golub (2018.)